# Carl Klose
Carl Otto Klose (Cochecton, Nova York, 5 de desembre de 1891 - Toms River, Nova Jersey, 15 de gener de 1988) va ser un remer estatunidenc que va competir a començaments del segle xx.
El 1920 va prendre part en els Jocs Olímpics d'Anvers, on guanyà la medalla de plata en la competició del quatre amb timoner del programa de rem, formant equip amb Kenneth Myers, Franz Federschmidt, Erich Federschmidt i Sherman Clark.